# Surrey (Fuhrwerk)

Surrey

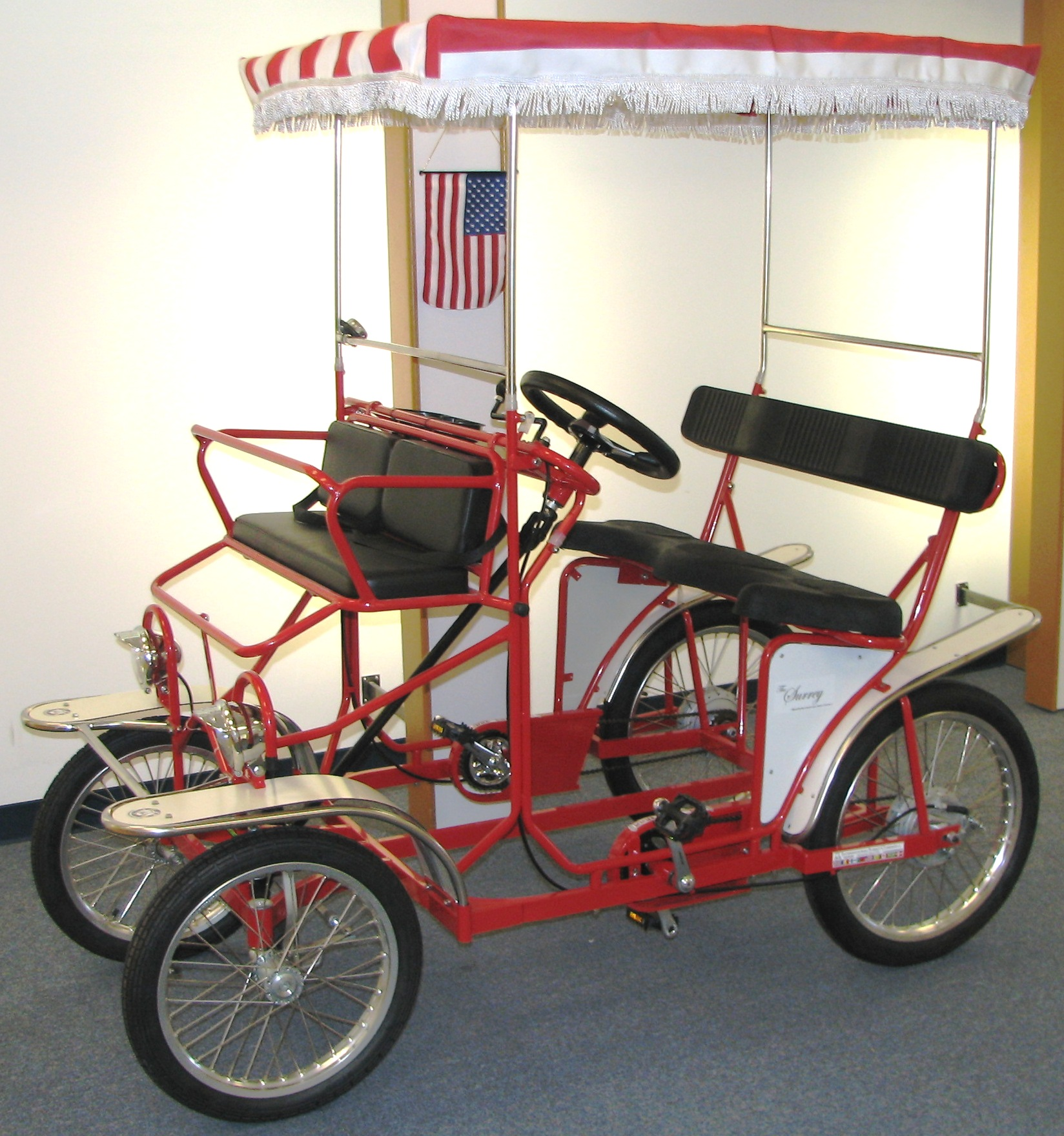
Surrey-ähnliches Quadricycle der International Surrey Company

Ein Surrey ist ein von Pferden gezogener vierrädriger, leichter Wagen mit zwei oder vier einfachen Sitzen und leichtem Stoffdach. Er besitzt einen nahezu ebenen Boden. Der Name leitet sich von der südenglischen Grafschaft Surrey her, wo diese Kutschenart zuerst gebaut wurde.

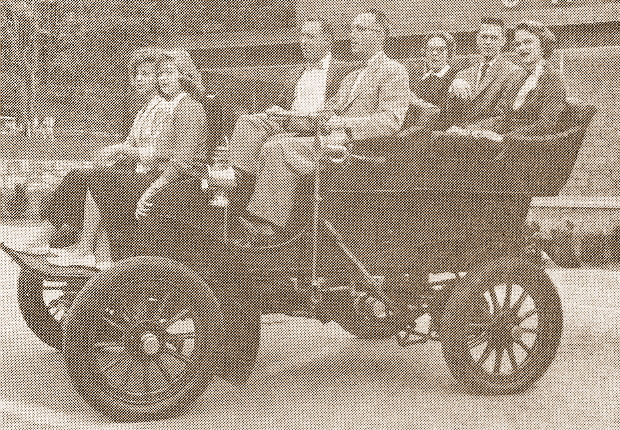
Ein Knox Surrey von 1904 (USA) mit aufklappbarem Frontsitz ("Fore Seat Surrey")

Der Surrey wurde 1872 in den USA eingeführt. Auch für pedalangetriebene Quadricycles und frühe Automobile, die einer Surrey-Kutsche ähnlich sahen, gebraucht man diese Bezeichnung. Beim Fore-Seat Surrey handelt es sich um einen Aufbau für Kutschen oder frühe Automobile mit Heck- oder Unterflurmotor. In die vordere Spritzwand wurde eine Sitzbank integriert, die mit dem Öffnen eines zweiteiligen Deckels zugänglich wurde. Nach dem Öffnen desselben bildete der obere Teil dieser Abdeckung die Rückenlehne und der untere das Trittbrett mit Beinstütze. Oft ließ sich eine Decke anbringen, welche den Passagieren auf diesem zugigen Sitz wenigstens von der Hüfte abwärts einen notdürftigen Schutz vor Wind und Wetter bot.

## Trivia
Das Songwriterteam Rodgers und Hammerstein machte das Gefährt 1943 in dem Musical Oklahoma! unsterblich. Das Lied mit dem Titel The Surrey with the Fringe on Top (in etwa: „Die Kutsche mit dem Fransendach“) entwickelte sich auch infolge der Verfilmung von 1955 zu einem beliebten Standard, der oft interpretiert wurde, unter anderem von Frank Sinatra (1945), Miles Davis (1956), Grant Green (1963) und Wes Montgomery mit dem Wynton Kelly Trio (1965).

## Einzelbelege
1. ↑  "Surrey", Encyclopædia Britannica
2. ↑  Frank Sinatra: The Surrey With The Fringe On Top
3. ↑  Martin Williams: The Jazz Tradition. 2. Auflage. Oxford University Press, 1993, ISBN 978-0-19-507815-2, S. 203 (englisch, archive.org).
4. ↑  Grant Green: Surrey With The Fringe On Top
5. ↑  Wes Montgomery feat. Wynton Kelly Trio: The Surrey With The Fringe On Top